# WARRIOR PRIDE
WARRIOR PRIDE — кодовое название двух пакетов шпионского программного обеспечения, разработанных GCHQ Великобритании и АНБ США, которые могут быть установлены на iPhone и смартфоны с операционной системой Android. Информация о WARRIOR PRIDE была опубликована в СМИ 27 января 2014 года на основании документов, распространённых бывшим сотрудником АНБ Э. Сноуденом.
Первым был разработан пакет для iPhone, его программный код был портирован из неизвестного кода. Позже, совместно с Центром безопасности коммуникаций Канады был разработан пакет для Android-устройств. Хотя пакет для Android-устройств имеет код, отличный от пакета для iPhone, оба пакета имеют одинаковый набор программных модулей, названных по именам сказочных героев Смурфиков и имеют следующую функциональность:
- DREAMY SMURF — контроль за управлением энергопитанием, который, согласно публикации в The Guardian, включает «способность незаметно активировать выключенный телефон»[1];
- NOSEY SMURF — «горячий микрофон» для прослушивания разговоров владельца телефона[1];
- TRACKER SMURF — высокоточная геолокация местонахождения телефона[1];
- PORUS — руткит;
- PARANOID SMURF — защитный  модуль[англ.]

Согласно публикации в The Guardian, программный пакет для iPhone позволяет получить «любой тип данных — SMS, MMS, E-Mail, историю веб-сёрфинга, записи вызовов, видео, фото, адресную книгу, заметки, календарь и т. д., если они имеются в телефоне». Возможности пакета под Android сформулированы осторожнее — «мы считаем, что можем получить эти данные».
Экспертами по spyware высказывалось предположение, что программные пакеты WARRIOR PRIDE, наряду с целью получения информации могут быть также использованы для целенаправленной дискредитации определённых социальных или конфессиональных групп, например мусульман, путём распространения информации об их «онлайн-распущенности» (использования порнографии).
Стоимость программы слежки за смартфонами со стороны АНБ оценивается в миллиард долларов. Программа включает в себя дополнительные возможности по перехвату сетевого трафика, сбор информации об используемых приложениях, сбор метаданных (EXIF), фото из социальных сетей и СМИ, перехват запросов географического положения пользователя в Google Maps и т. д.